# Stała nam się nowina
Stała nam się nowina (Pani zabiła pana) – polska pieśń ludowa wywodząca się ze średniowiecza.
Pieśń opowiada o zabiciu męża przez żonę, a następnie ukaraniu jej śmiercią przez krewnych zabitego. Utwór stał się osnową m.in. ballady Lilie Adama Mickiewicza ze zbioru Ballady i romanse.
Zygmunt Gloger sformułował w 1889 hipotezę, że zdarzenia przytoczone w pieśni mogły być oparte na prawdziwej historii Jakuba Roglewskiego, opisanej przez Jana Długosza w Rocznikach. Jednak zdaniem Eugeniusza Kucharskiego (1931) tekst pieśni przekazywany ustnie mógł powstać już w XII lub XIII w. Mają o tym świadczyć archaizmy językowe, zniekształcone przez późniejszych wykonawców, nierozumiejących starych słów, a także realia dworskie świadczące o pochodzeniu utworu z kręgów rycerskich. Według badacza argumentem za starym datowaniem utworu jest też sąd i wykonanie kary śmierci przez członków rodu, używających wspólnego znaku, co świadczy o powstaniu pieśni przed drugą połową XIII w. Wedle tej hipotezy pieśń mogła wywodzić się ze środowiska dworskiego książąt wrocławskich Henryka Brodatego i Henryka Pobożnego.